# Hombre muerto

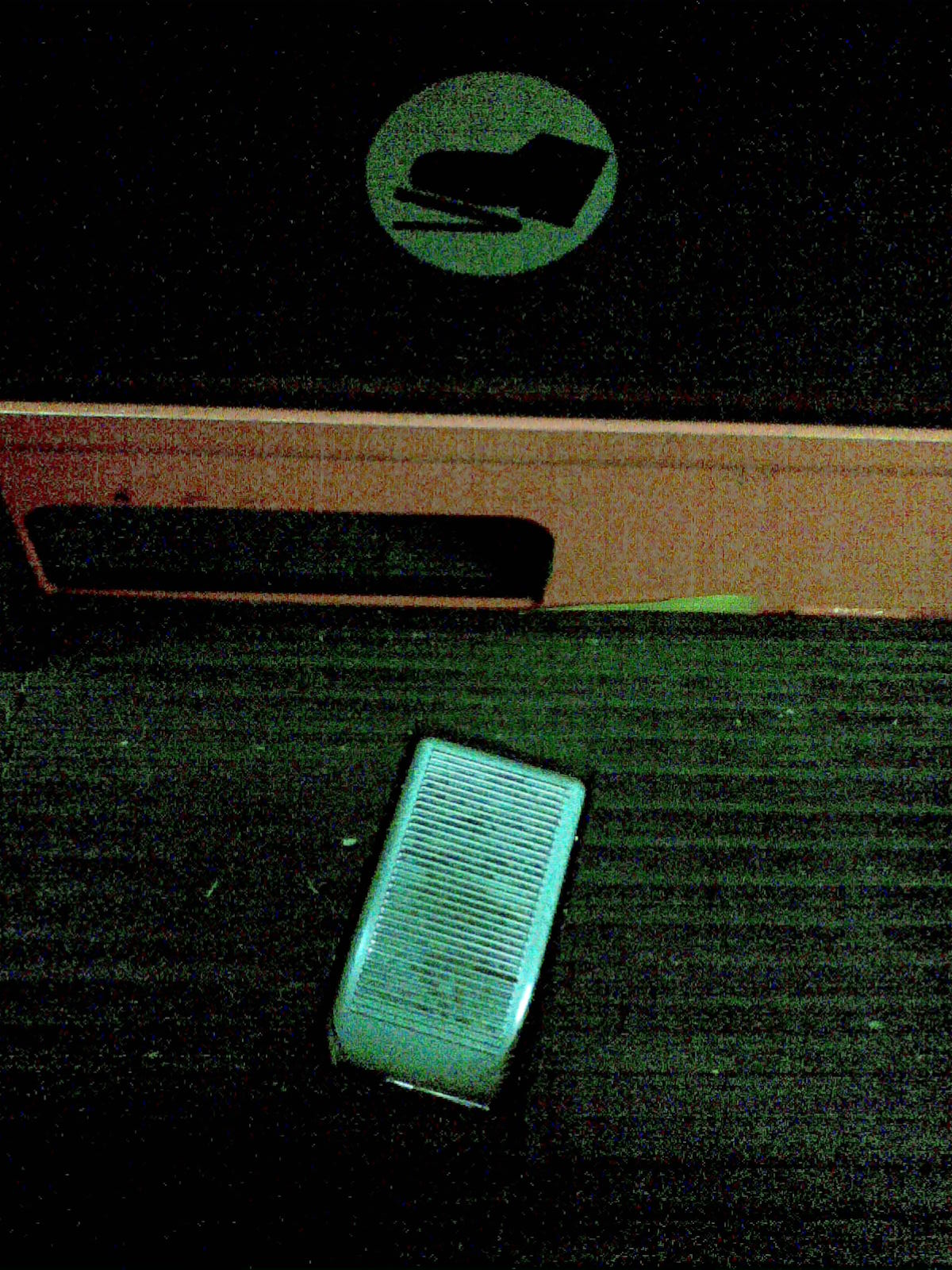
Pedal de hombre muerto en un camión.

Se denomina «dispositivo de hombre muerto», «dispositivo de presencia» o «dispositivo HM» a un sistema de seguridad, originalmente empleado en ferrocarriles, cuyo fin es detener el tren en caso de que el conductor se desvanezca o se ausente de la cabina.
Consiste en un botón o pedal que es necesario pulsar cada cierto tiempo, ya que en caso contrario se activa una alarma o se realiza un frenado de emergencia. El sistema se ha extendido a todo tipo de maquinarias con riesgo de provocar accidentes si su controlador se desvaneciera o ausentara.
Otros sistemas de «hombre muerto» pueden consistir en vínculos físicos con la maquinaria que manejan de manera que esta se detenga si el operario se ve violentamente alejado de la misma, como por ejemplo el pedal o pulsador que mientras se mantiene pisado o pulsado, permite el manejo de una determinada máquina (por ejemplo, una plataforma elevadora móvil de personal o un taladro):  
En ocasiones, seguramente por lo parecido del nombre, se denomina «dispositivo de hombre muerto» a un «dispositivo de hombre caído», que se corresponde con un dispositivo distinto, aquel que activa una señal de alarma (sonido, llamada telefónica, de radio, etc.) cuando la persona que lo porta permanece horizontal (o inclinada a partir de un determinado ángulo) durante un periodo de tiempo mínimo preestablecido.

## Funcionamiento
El sistema del hombre muerto comenzó a utilizarse en los ferrocarriles porque estas maquinarias, con personal al mando (maquinista y ayudante) y con mayor razón cuando existe solo un personal (maquinista) en circulación, pueden provocar graves accidentes por cualquier razón en la que el personal descuide sus funciones o por simple afección de salud, como la inconsciencia. Para evitarlo se instala un pedal en la cabina del tren, que el operario debe pulsar cada cierto tiempo. Dependiendo del modelo de vehículo, también puede haber un par de botones a ambos lados de la cabina, que se pueden accionar con la mano. Este dispositivo de presencia, actuará cuando el personal no esté o este no sea capaz de mantener presionado el pedal o el dispositivo que lo reemplace.
En ferrocarriles, equipos con freno electroneumático, se activa en el momento que se selecciona el sentido de la marcha adelante o atrás con el inversor de marcha y en equipos ferroviarios que cuentan sólo con sistema de freno neumático y sus freno cumple con presiones de mínimas establecidas para iniciar la marcha y se aflojan los frenos de la locomotora o, mientras que este se encuentre en posición de marcha y cuando los frenos encuentren liberados. El tiempo en el que el maquinista debe pulsar o dejar de pulsar está regulado por unos ciclos de tiempo, regulares o irregulares. En cada ciclo, el maquinistas ha de pulsar y soltar el pedal o botón. Si pasa un ciclo sin que lo haga, se activa un aviso sonoro y un indicador luminoso en el panel de mandos. Si transcurrido un tiempo tras el aviso, el maquinista no ha actuado sobre el sistema, se activa en forma automática el freno de emergencia que detiene al tren por completo.
Los tiempos máximos para los ciclos de pulsar y soltar el pedal o botón cambian según el vehículo. Normalmente, con mayor velocidad se reducen los tiempos. Una secuencia habitual en sistemas con pedal es que si este no está pulsado, hay cinco segundos hasta que empieza a sonar el pitido para que lo pulso o vuelva a pulsar, y si se mantiene pulsado transcurren 30 segundos hasta el pitido para que de pulsar, si no se suelta antes el pedal, también pueden aplicarse los frenos de emergencia.
Existen otros sistemas, en el que se tiene que presionar en forma permanente el pedal del dispositivo, cuando una luz de indicación en una primera instancia y se hace caso omiso de este, hay un aviso sonoro en segunda instancia, para que deje de pulsar el dispositivo y vuelva inmediatamente a pulsarlo, si aun así no se ha soltado el dispositivo, el tren se frenara automáticamente en emergencia, si al contrario, el personal se percata de la luz en primera instancia, este puede soltar el pedal y volver de inmediato a presionarlo.